# Katz (Familienname)
Katz ist ein Familienname.

## Herkunft und Bedeutung
Katz; KaZ steht für das hebräische Kohen Zedek, „gerechter Priester“.

## Namensträger

### A
- A. L. Katz, US-amerikanischer Autor und Produzent von Fernsehserien und Filmen
- Adele Katz, Geburtsname von Adele Goldstine (1920–1964), US-amerikanische Mathematikerin
- Adolf Katz (Architekt), deutscher Architekt, Stuttgarter Regierungsbaumeister
- Adolf Katz (Oberbürgermeister) (1893–1956), deutscher Landrat und Oberbürgermeister
- Adolf Katz (SS-Mitglied) (1899–1980), deutscher SS-Offizier und Politiker in der NS-Zeit
- Albert Katz (1858–1923), deutscher jüdischer Autor und Publizist
- Alfred Katz (Bankier) (1870–1942), deutscher Bankier
- Alfred Katz (Jurist) (* 1939), deutscher Jurist und Fachautor
- Alfred Hyman Katz (1916–2001), australischer Arzt und Psychologe
- Alex Katz (* 1927), US-amerikanischer Maler
- Alexander Katz (1949–2021), deutscher Jazzmusiker
- Amir Katz (* 1973), israelischer Pianist
- Amron Harry Katz (1915–1997), US-amerikanischer Physiker
- Andreas Katz (Politiker) (* 1954), deutscher Politiker
- Andreas Katz (Skilangläufer) (* 1988), deutscher Skilangläufer
- Anne Rose Katz (1923–2011), deutsche Journalistin, Schriftstellerin und Drehbuchautorin
- Artur Katz-Karmer (1910–1986), deutscher Rundfunkjournalist
- Avraham Katz-Oz (* 1934), israelischer Politiker

### B
- Benjamin Katz (* 1939), belgischer Fotograf
- Bernard Katz (1911–2003), englischer Neurophysiologe und Biophysiker
- Betty Katz (1872–1944), Direktorin des Jüdischen Blindenheims in Berlin-Steglitz und Opfer des Holocaust
- Boris Katz (* 1947), US-amerikanischer Informatiker

### C
- Carl Katz (1899–1972), deutscher Unternehmer und jüdischer Funktionär
- Cary Katz (* 1970), US-amerikanischer Unternehmer und Pokerspieler
- Casimir Katz (Verleger) (1925–2008), deutscher Unternehmer und Verleger
- Casimir Otto Katz (1856–1919), deutscher Holzindustrieller
- Casimir Rudolf Katz (1824–1880), deutscher Holzindustrieller und Mitglied des Reichstags
- Charles Katz (1927–1974), amerikanischer Mathematiker und Informatiker
- Clarice Katz (1929–2015), kanadische Sängerin, siehe Clarice Carson

### D
- Daniel Katz (Psychologe) (1903–1998), US-amerikanischer Psychologe
- Daniel Katz (Schriftsteller) (* 1938), finnischer Schriftsteller
- Daniel Katz (Politiker) (* 1961), argentinischer Politiker
- Daniel Katz (Umweltaktivist) (* 1962), US-amerikanischer Umweltaktivist und Autor
- Daniel Katz (Historiker) (* 1962), US-amerikanischer Historiker
- Daniel Katz (Kameramann), irisch-US-amerikanischer Kameramann
- Daniel Seymour Katz, eigentlicher Name von Dan Seymour (1915–1993), US-amerikanischer Schauspieler
- David Katz (1750–1828), deutsch-ungarischer Mathematiker, siehe David Friesenhausen
- David Katz (Psychologe) (1884–1953), deutscher Psychologe
- David Katz (Dirigent) (1924–1987), US-amerikanischer Dirigent
- David Katz (1946–2025), britischer Musiker, siehe Dill Katz
- Delwin Katz (1887–1933), deutscher Arzt
- Dick Katz (Jazzpianist, 1916) (Richard Katz; 1916–1981), britischer Jazzmusiker
- Dick Katz (Jazzpianist, 1924) (Richard Aaron Katz; 1924–2009), US-amerikanischer Jazzmusiker
- Dill Katz (1946–2025), britischer Musiker
- Dovid Katz (* 1956), US-amerikanischer Jiddischist

### E
- Eberhard Katz (1928–2002), deutscher Opernsänger
- Elias Katz (1901–1947), finnischer Leichtathlet
- Elihu Katz (1926–2021), US-amerikanisch-israelischer Soziologe
- Emmanuel Mané-Katz (1894–1962), französischer Maler
- Ephraim Katz (1932–1992), israelischer Filmautor
- Eric Katz (Geisteswissenschaftler) (* 1952), US-amerikanischer Geisteswissenschaftler
- Eric Katz (Mathematiker) (* um 1977), US-amerikanischer Mathematiker
- Erich Katz (1900–1973), US-amerikanischer Musikwissenschaftler und Organist deutscher Herkunft
- Ernst Katz (1894–nach 1927), deutscher Rechtsanwalt und Parlamentarier

### F
- Franz Katz (Maler) (1781–1851), deutscher Maler
- Franz Katz (Politiker) (1887–1955), tschechoslowakischer Politiker
- Fred Katz (Frederick Katz; 1919–2013), US-amerikanischer Kulturanthropologe, Komponist und Cellist
- Friedrich Katz, Pseudonym von Friedrich Kettner (1886–1957), österreichisch-amerikanischer Lehrer und Autor
- Friedrich Katz (1927–2010), österreichischer Ethnologe und Historiker
- Friedrich Adolf Katz (1893–1956), deutscher Bankdirektor und Politiker (parteilos)
- Fritz Katz (1898–1969), deutscher Chirurg (Leiter der Chirurgie des Jüdischen Krankenhauses Alexandria 1932–1960)

### G
- Gail Katz, US-amerikanische Filmproduzentin und Hochschullehrerin
- Gary Katz (* 1940), amerikanischer Musikproduzent
- Gerson ben Salomo Kohen Katz (1475–1541), Buchdrucker
- Gilad Katz (* 1968), israelisch-deutscher Basketballspieler
- Gilles Katz (1937–2022), französischer Schauspieler, Regisseur und Drehbuchautor
- Gloria Katz (1942–2018), US-amerikanische Drehbuchautorin
- Guillaume Katz (* 1989), Schweizer Fußballspieler
- Günter Katz (* 1962), deutscher Generalmajor

### H
- H. W. Katz (Henry William Katz geb. Herz Wolff Katz; 1906–1992), österreichischer Schriftsteller und Journalist
- Haim Katz (* 1947), israelischer Politiker
- Hanna Katz (Juristin) (1895–1982), deutsche Juristin und Rechtsanwältin
- Hanna Katz (Politikerin) (1902–1986), deutsche Politikerin (FDP)
- Hanns Ludwig Katz (1892–1940), deutscher Maler
- Hans Katz (1927–2013), deutscher Überlebender des Holocaust
- Hans Rudolf Katz (1923–1991), Schweizer Geologe
- Hartmut Katz (1943–1996), deutscher Finnougrist und Sprachwissenschaftler
- Hugo Alexander-Katz (1846–1928), deutscher Jurist und Autor

### I
- Irma Katz (1886–1933), österreichische Malerin
- Israel Katz (Politiker, 1927) (1927–2010), israelischer Politiker
- Israel Katz (Politiker, 1955) (* 1955), israelischer Politiker (Likud)
- Israel J. Katz (Israel Joseph Katz; 1930–2021), US-amerikanischer Musikwissenschaftler
- Iwan Katz (1889–1956), deutscher Politiker (SPD, USPD, KPD, SED)

### J
- Jack Katz (* 1944), US-amerikanischer Soziologe
- Jacob Katz (1904–1998), israelischer Historiker und Philosoph
- James C. Katz (* 1940), US-amerikanischer Filmrestaurator und Filmproduzent
- Janina Katz (1939–2013), dänische Schriftstellerin, Übersetzerin und Dichterin
- Jeff Katz (* 1943), US-amerikanischer Musikproduzent
- Jerrold J. Katz (1932–2002), US-amerikanischer Philosoph und Linguist
- Jimmy Katz, US-amerikanischer Fotograf
- Jon Katz, US-amerikanischer Journalist und Schriftsteller
- Jonathan Katz (Schauspieler) (* 1946), US-amerikanischer Schauspieler und Comedian
- Jonathan David Katz (* 1958), US-amerikanischer Autor
- Jonathan Ned Katz (* 1938), US-amerikanischer Historiker
- Josef Katz (Sportfunktionär), österreichisch-galizischer Turnsportfunktionär und Publizist
- Josef Katz (Holocaustüberlebender) (1918–1990/1992), deutsch-US-amerikanischer Unternehmer und Holocaustüberlebender
- Joshua Katz (* 1969), US-amerikanischer Linguist und Altphilologe
- Joseph Katz (General) (1907–2001), französischer General
- Joseph Katz (Agent) (1912/1913–2004), US-amerikanischer Spion
- Joseph J. Katz (1912–2008), US-amerikanischer Chemiker
- Joseph M. Katz (1913–1991), US-amerikanischer Unternehmer und Mäzen
- Julie Katz-Aereboe (1888–1927), deutsche Malerin und Kunstpädagogin
- Julius Katz (1856–1912), deutscher Journalist, Pianist und Komponist

### K
- Karl Katz (1929–2017), US-amerikanischer Archäologe, Museumsdirektor und Dokumentarfilmproduzent
- Karl Katz (Musiker) (1931–2011), deutscher Jazzviolinist
- Klaus Katz (1929–2013), deutscher Soziologe, Medienwissenschaftler und Hochschulrektor

### L
- Lawrence Katz (* 1959), US-amerikanischer Wirtschaftswissenschaftler
- Leah Katz, australische Tontechnikerin
- Leo Katz (Maler) (1887–1982), US-amerikanischer Maler und Lithograf österreichisch-mährischer Herkunft
- Leo Katz (1892–1954), österreichischer Schriftsteller
- Lewis Katz (1942–2014), US-amerikanischer Unternehmer
- Louis N. Katz (1897–1973), US-amerikanischer Kardiologe

### M
- Marcel Katz, Schweizer Fußballspieler
- Maxim Jewgenjewitsch Katz (* 1984), russischer Politiker
- Melanie Katz, deutsch-schweizerische Soziologin
- Michael Katz (Psychologe) (* 1951), US-amerikanischer Psychologe
- Michael Katz (Filmproduzent) (* 1954), österreichischer Filmproduzent
- Michael B. Katz (1939–2014), US-amerikanischer Sozialwissenschaftler
- Mieze Katz (* 1979), deutsche Sängerin
- Mîndru Katz (1925–1978), israelischer Pianist
- Mickey Katz  (1909–1985), US-amerikanischer Musiker und Komiker
- Mike Katz (* 1944), US-amerikanischer Bodybuilder
- Milton Katz (1907–1995), US-amerikanischer Jurist und Diplomat
- Moses Kaz (1750–1829), Bankier und Lieferant
- Moshe Katz (1902–??), österreichisch-israelischer Kunsthändler, Galerist und Herausgeber

### N
- Nathan Katz (Schriftsteller) (1892–1981), französisch-deutscher Schriftsteller
- Nathan Katz (Kunsthändler) (1893–1949), niederländischer Kunsthändler
- Nathan Katz (Religionswissenschaftler) (* 1948), US-amerikanischer Religionswissenschaftler und Hochschullehrer
- Nathan Katz (Judoka) (* 1995), australischer Judoka
- Nets Katz (* 1973), US-amerikanischer Mathematiker
- Nicholas Katz (* 1943), US-amerikanischer Mathematiker

### O
- Omri Katz (* 1976), US-amerikanischer Schauspieler
- Orah Katz, Geburtsname von Ora Kedem (* 1924), israelische Physikochemikerin
- Otto Katz (1895–1952), tschechoslowakischer Autor und Agent
- Otto Katz (Theologe) (1904–1976), deutscher Theologe und Pfarrer

### P
- Pamela Katz (* 1958), US-amerikanische Drehbuchautorin, Schriftstellerin und Professorin
- Paul Katz (* 1941), US-amerikanischer Cellist und Musikpädagoge
- Paul Katz (Architekt) (1957–2014), US-amerikanischer Architekt und Manager
- Paul Alexander-Katz (1854–1922), deutscher Jurist und Hochschullehrer
- Paul R. Katz, US-amerikanischer Mediziner und Gerontologe
- Peter Katz (Filmproduzent, I) (Peter S. Katz), Filmproduzent
- Peter Katz (Musiker) (Peter Simon Katz; * 1981), kanadischer Singer-Songwriter
- Peter Katz (Filmproduzent, II), US-amerikanischer Filmproduzent und Manager
- Peter H. Katz (1916–2001), US-amerikanischer Komponist, Schriftsteller, Schauspieler und Regisseur österreichischer Herkunft
- Phil Katz (1962–2000), US-amerikanischer Informatiker
- Philipp Katz (1886–?), österreichisch-galizischer Rabbiner (Begründer und Leiter der überkonfessionellen Weltbewegung)
- Pierre Katz (1927–2006), französischer Militär, Luftfahrttechniker und Forscher der jüdischen Kultur und Geschichte im Elsass

### R
- Raphael Scharf-Katz (1917–1994), deutscher jüdischer Funktionär
- Richard Katz (Architekt), deutscher Architekt
- Richard Katz (Schriftsteller) (1888–1968), deutscher Journalist und Schriftsteller
- Richard Katz (Anthropologe) (* 1937), US-amerikanischer Psychologe und Anthropologe
- Richard S. Katz (* 1947), US-amerikanischer Politikwissenschaftler
- Rieke Katz (* 1986), deutsche Jazzmusikerin
- Robert Katz (Schriftsteller) (1933–2010), US-amerikanischer Schriftsteller und Drehbuchautor
- Robert A. Katz (1943–2022), US-amerikanischer Filmproduzent
- Ronald A. Katz (1936–2025), US-amerikanischer Erfinder und Unternehmer
- Rosa Katz (NS-Opfer) (1880–1940), jüdische Psychiatrie-Patientin
- Rosa Katz (Pädagogin) (1885–1976), deutsche Pädagogin und Entwicklungspsychologin
- Ross Katz (* 1971), US-amerikanischer Filmproduzent
- Rudolf Katz (1895–1961), deutscher Politiker (SPD)

### S
- Sam Katz (Unternehmer), US-amerikanischer Anwalt und Medienunternehmer
- Sam Katz (Politiker, 1949) (Samuel P. Katz; * 1949), US-amerikanischer Geschäftsmann und Politiker
- Sam Katz (Politiker, 1951) (Samuel Michael Katz; * 1951), kanadischer Politiker, Bürgermeister von Winnipeg
- Sam Katz (Rugbyspieler) (Samuel Lee Katz; * 1990), englischer Rugbyspieler
- Samuel L. Katz (1927–2022), US-amerikanischer Mediziner
- Samuel M. Katz (* 1963), israelisch-US-amerikanischer Militärhistoriker und Autor
- Schmuel Katz (1914–2008), israelischer Politiker, Schriftsteller, Historiker und Journalist
- Sheldon Katz (* 1956), US-amerikanischer Mathematiker
- Shmuel Katz (geb. Alexander Katz; 1926–2010), ungarisch-israelischer Künstler
- Sidney Katz (1918–2009), US-amerikanischer Filmeditor
- Simon Katz (Bankier) (vor 1870–nach 1935), deutscher Privatbankier und Manager
- Simon Katz (Musiker) (* 1971), englischer Songwriter und Instrumentalist
- Stanley N. Katz (* 1934), US-amerikanischer Historiker
- Stephan Katz (* 1970), deutscher Comiczeichner
- Stephen Katz (Drehbuchautor) (1946–2005), US-amerikanischer Drehbuchautor
- Stephen Katz (Tontechniker) (1945–2023), US-amerikanischer Tontechniker
- Stephen I. Katz (Stephen Ira Katz; 1941–2018), US-amerikanischer Mediziner
- Stephen M. Katz (* 1946), US-amerikanischer Kameramann
- Steve Katz (Schriftsteller) (1935–2019), US-amerikanischer Schriftsteller
- Steve Katz (Musiker) (* 1945), US-amerikanischer Gitarrist und Sänger
- Steven T. Katz (* 1944), US-amerikanischer Historiker

### T
- Thomas Katz (* 1936), US-amerikanischer Chemiker und Hochschullehrer

### V
- Victor J. Katz (* 1942), US-amerikanischer Mathematiker
- Viktor Katz (1880–1940), tschechischer Münzsammler und Numismatiker
- Virginia Katz, US-amerikanische Filmeditorin

### W
- Walter Katz (1901–1988), deutsch-israelischer Jurist und Verbandsfunktionär, Mitgründer der israelischen Jugendherbergen
- Welwyn Wilton Katz, kanadische Kinderbuchautorin
- Wilhelm Katz (1841–1921), badischer und preußischer Offizier
- William Katz (1895–1988), deutscher Lehrer, Kantor und Rabbiner
- Willy Katz (1878–1947), deutscher Mediziner

### Z
- Zwi Katz (1927–2024), in Israel lebender litauischer Holocaust-Überlebender und Buchautor